# هارمانپریت سینگ

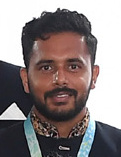
هارمانپریت سینگ در سال ۲۰۲۲

هارمانپریت سینگ (انگلیسی: Harmanpreet Singh؛ زادهٔ ۶ ژانویهٔ ۱۹۹۶) بازیکن هاکی روی چمن اهل هند است.